# ونك (ملف رسومي حركي)
ونك و ونكس أو ونكات للجمع عبارة عن ملفات رسومية حركية تعتمد أساسًا على الفلاش تستخدم في برنامج ويندوز لايف ماسنجر، فعندما يرسل أحد المستخدمين ونك إلى مستخدم آخر، فإن الملف الرسومي ينتقل عبر الإنترنت ويظهر على شاشة الشخص المستقبل. تزود مايكروسوفت برنامج ويندوز لايف ماسنجر ببعض الونكات المجانية كذلك يمكن طلب ونكس أخرى من مواقع مشاركة.